# Élections législatives de 1962 en Charente
Les élections législatives françaises de 1962 se déroulent les 18 et 25 novembre 1962. Dans le département de la Charente, trois députés sont à élire dans le cadre de trois circonscriptions.

## Élus
| Circonscription | Député sortant  | Parti | Parti  | Député élu ou réélu | Parti | Parti   |
| --------------- | --------------- | ----- | ------ | ------------------- | ----- | ------- |
| 1re             | Raymond Réthoré |       | UNR    | Raymond Réthoré     |       | UNR-UDT |
| 2e              | Félix Gaillard  |       | Radsoc | Félix Gaillard      |       | Radsoc  |
| 3e              | Jean Valentin   |       | CNIP   | Jean Valentin       |       | Modérés |

## Résultats

### Résultats à l'échelle du département
| Parti          | Parti                                          | Premier tour | Premier tour | Second tour | Second tour | Sièges |
| Parti          | Parti                                          | Voix         | %            | Voix        | %           | Sièges |
| -------------- | ---------------------------------------------- | ------------ | ------------ | ----------- | ----------- | ------ |
|                | Union pour la nouvelle République (UDT)        | 36 316       | 27,18        | 41 382      | 31,44       | 1      |
|                | Majorité présidentielle                        | 36 316       | 27,18        | 41 382      | 31,44       | 1      |
|                |                                                |              |              |             |             |        |
|                | Modérés                                        | 12 560       | 9,40         | 24 646      | 18,73       | 1      |
|                | Centre national des indépendants et paysans    | 12 109       | 9,06         | Retrait     | Retrait     | 0      |
|                | Mouvement républicain populaire                | 4 936        | 3,69         | Retrait     | Retrait     | 0      |
|                | Centre démocratique                            | 29 605       | 22,15        | 24 646      | 18,73       | 1      |
|                |                                                |              |              |             |             |        |
|                | Parti communiste français                      | 34 357       | 25,71        | 40 913      | 31,09       | 0      |
|                | Parti radical                                  | 26 740       | 20,01        | 24 674      | 18,75       | 1      |
|                | Section française de l'Internationale ouvrière | 6 611        | 4,95         | Retrait     | Retrait     | 0      |
|                |                                                |              |              |             |             |        |
| Inscrits       | Inscrits                                       | 205 407      | 100,00       | 205 461     | 100,00      | 3      |
| Abstentions    | Abstentions                                    | 67 227       | 32,73        | 64 616      | 31,45       |        |
| Votants        | Votants                                        | 138 180      | 67,27        | 140 845     | 68,55       |        |
| Blancs et nuls | Blancs et nuls                                 | 4 551        | 3,29         | 9 230       | 6,55        |        |
| Exprimés       | Exprimés                                       | 133 629      | 96,71        | 131 615     | 93,45       |        |

### Résultats par circonscription

#### Première circonscription (Angoulême)
| Candidat       | Candidat                      | Parti          | Premier tour | Premier tour | Second tour | Second tour |  |
| Candidat       | Candidat                      | Parti          | Voix         | %            | Voix        | %           |  |
| -------------- | ----------------------------- | -------------- | ------------ | ------------ | ----------- | ----------- |  |
|                | Raymond Réthoré sortant réélu | UNR-UDT        | 20 113       | 39,26        | 32 034      | 63,44       |  |
|                | Jean Pronteau                 | PCF            | 12 391       | 24,19        | 18 463      | 36,56       |  |
|                | Henri Thébault                | CNIP           | 12 109       | 23,64        | Retrait     | Retrait     |  |
|                | Jean-Maurice Poitevin         | SFIO           | 6 611        | 12,91        | Retrait     | Retrait     |  |
|                |                               |                |              |              |             |             |  |
| Inscrits       | Inscrits                      | Inscrits       | 78 430       | 100,00       | 78 510      | 100,00      |  |
| Abstentions    | Abstentions                   | Abstentions    | 25 902       | 33,03        | 24 634      | 31,38       |  |
| Votants        | Votants                       | Votants        | 52 528       | 66,97        | 53 876      | 68,62       |  |
| Blancs et nuls | Blancs et nuls                | Blancs et nuls | 1 304        | 2,48         | 3 379       | 6,27        |  |
| Exprimés       | Exprimés                      | Exprimés       | 51 224       | 97,52        | 50 497      | 93,73       |  |

#### Deuxième circonscription (Cognac)
| Candidat       | Candidat                     | Parti          | Premier tour | Premier tour | Second tour | Second tour |  |
| Candidat       | Candidat                     | Parti          | Voix         | %            | Voix        | %           |  |
| -------------- | ---------------------------- | -------------- | ------------ | ------------ | ----------- | ----------- |  |
|                | Félix Gaillard sortant réélu | Radsoc         | 17 860       | 48,55        | 24 674      | 72,52       |  |
|                | Roger Doche                  | PCF            | 7 110        | 19,33        | Retrait     | Retrait     |  |
|                | Pierre Soyer de Bosmelet     | UNR-UDT        | 6 883        | 18,71        | 9 348       | 27,48       |  |
|                | Félix Voiron                 | MRP            | 4 936        | 13,42        | Retrait     | Retrait     |  |
|                |                              |                |              |              |             |             |  |
| Inscrits       | Inscrits                     | Inscrits       | 59 372       | 100,00       | 59 362      | 100,00      |  |
| Abstentions    | Abstentions                  | Abstentions    | 21 004       | 35,38        | 22 452      | 37,82       |  |
| Votants        | Votants                      | Votants        | 38 368       | 64,62        | 36 910      | 62,18       |  |
| Blancs et nuls | Blancs et nuls               | Blancs et nuls | 1 579        | 4,12         | 2 888       | 7,82        |  |
| Exprimés       | Exprimés                     | Exprimés       | 36 789       | 95,88        | 34 022      | 92,18       |  |

#### Troisième circonscription (Confolens)
| Candidat       | Candidat                    | Parti          | Premier tour | Premier tour | Second tour | Second tour |  |
| Candidat       | Candidat                    | Parti          | Voix         | %            | Voix        | %           |  |
| -------------- | --------------------------- | -------------- | ------------ | ------------ | ----------- | ----------- |  |
|                | André Soury                 | PCF            | 14 856       | 32,57        | 22 450      | 47,67       |  |
|                | Jean Valentin sortant réélu | Modérés        | 12 560       | 27,53        | 24 646      | 52,33       |  |
|                | Michel Alloncle             | UNR-UDT        | 9 320        | 20,43        | Retrait     | Retrait     |  |
|                | Marcel Perrot               | Radcent        | 8 880        | 19,47        | Retrait     | Retrait     |  |
|                |                             |                |              |              |             |             |  |
| Inscrits       | Inscrits                    | Inscrits       | 67 605       | 100,00       | 67 589      | 100,00      |  |
| Abstentions    | Abstentions                 | Abstentions    | 20 321       | 30,06        | 17 530      | 25,94       |  |
| Votants        | Votants                     | Votants        | 47 284       | 69,94        | 50 059      | 74,06       |  |
| Blancs et nuls | Blancs et nuls              | Blancs et nuls | 1 668        | 3,53         | 2 963       | 5,92        |  |
| Exprimés       | Exprimés                    | Exprimés       | 45 616       | 96,47        | 47 096      | 94,08       |  |